# Tully's Coffee
O Tully's Coffee é uma marca americana de fabrico de café especial, propriedade da Keurig Dr Pepper, que adquiriu a marca e o negócio da Tully's em 2009.
O café da marca Tully's continua sendo vendido pela Keurig no seu formato K-Cup e como café moído ensacado.
Na altura da aquisição por grosso da Keurig, o nome “Tully's” e os direitos de venda a retalho eram mantidos pela extinta cadeia original de lojas de café a retalho e grossistas sediada em Seattle, Washington, que tinha sido criada por Tom “Tully” O'Keefe em 1992. As suas lojas serviam cafés especiais, café expresso, produtos de padaria, pastelaria e artigos relacionados com o café. A cadeia norte-americana encerrou definitivamente em setembro de 2018.
A cadeia de cafetarias também tem acordos de licenciamento no estrangeiro no Japão, que desde 2006 são propriedade da Ito En. A marca é utilizada em mais de 760 cafetarias Tully's no Japão (em abril de 2022).
As cafetarias Tully's eram bem conhecidas por terem seguido uma estratégia de expansão que consistia em abrir lojas adjacentes às da cadeia de cafés Starbucks, consideravelmente maior, também sediada em Seattle.